# X-Men: Mutant Academy 2
X-Men: Mutant Academy 2 is een videospel voor het platform Sony PlayStation. Het spel werd uitgebracht in 2001.

## Ontvangst
| Beoordeeld door                | Jaar | Score |
| ------------------------------ | ---- | ----- |
| GameSpot                       | 2001 | 84%   |
| Game Informer Magazine         | 2001 | 82%   |
| Adrenaline Vault, The (AVault) | 2001 | 80%   |
| GameZone                       | 2001 | 75%   |
| Game Informer Magazine         | 2001 | 75%   |
| GameSpy                        | 2001 | 73%   |
| Super Play                     | 2001 | 60%   |
| Game Revolution                | 2001 | 58%   |
| Jeuxvideo.com                  | 2001 | 55%   |
| PSM                            | 2001 | 40%   |